# (c)Brain

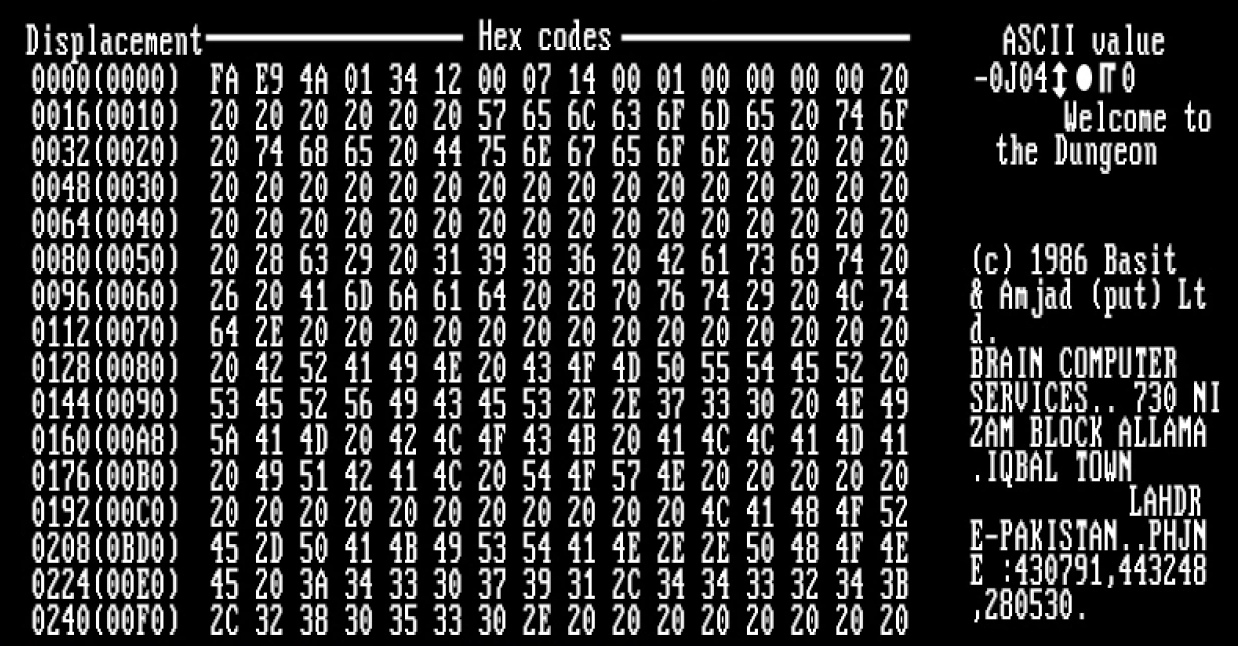
Il boot sector di un disco infettato dal Brain.

(c)Brain (normalmente indicato con Brain) è considerato il primo virus per i sistemi MS-DOS.
Il virus è noto anche con altri nomi quali Lahore, Pakistani, Pakistani Brain, Brain-A e UIUC. Nel 1986, anno della sua diffusione, la rivista BusinessWeek lo definì l'influenza pakistana.
Il virus infettava il boot sector dei dispositivi di memoria di massa  formattati con il file system FAT (MS-DOS).

## Descrizione
Il Brain si manifesta rallentando l'unità a dischi e consumando 7 kB di memoria del sistema. Quando in memoria, il virus esamina ogni dischetto inserito nell'unità e verifica la presenza di una "firma": mancando questa firma, il virus infetta il dischetto sostituendo il boot sector con una copia di sé stesso. Il vero boot sector viene poi spostato in un settore diverso, catalogato come corrotto per renderlo inutilizzabile dal DOS ed evitare che possa essere sovrascritto. I dischi infettati dal virus avevano circa 3 kB di settori corrotti, l'etichetta dell'unità veniva cambiata in "(c)Brain" e nei settori infettati era possibile visualizzare il testo seguente:
Welcome to the Dungeon
(c) 1986 Basit & Amjad (pvt) Ltd.
BRAIN COMPUTER SERVICES
730 NIZAB BLOCK ALLAMA IQBAL TOWN
LAHORE-PAKISTAN
PHONE :430791,443248,280530.
Beware of this VIRUS....
Contact us for vaccination............ $#@%$@!!
Curiosamente, i recapiti riportati nel testo erano reali e corrispondevano ai contatti di un negozio di computer di Lahore in Pakistan, gestito dai creatori del virus citati nel testo, Basit e Amjad Farooq Alvi. Molti utenti di computer infettati iniziarono a telefonare da tutto il mondo chiedendo agli autori il modo per ripulire il proprio sistema.
Fortunatamente il virus non era devastante e spesso l'infezione non era neanche avvertita, soprattutto se l'utente non prestava attenzione alla riduzione della velocità di accesso ai dischi. Inoltre il Brain era sprovvisto del codice necessario a riconoscere le partizioni degli hard disk di un computer, evitando di infettarli. Gli effetti del virus erano completi nel momento in cui compariva a video lo stesso testo registrato nel boot sector.
Il Brain è anche il primo componente della famiglia dei virus "nascosti", ossia che cercano di nascondere la loro presenza all'interno del sistema. Il Brain intercettava infatti le chiamate all'INT 13, l'interrupt che nei sistemi MS-DOS gestiva gli accessi al disco, controllando che non fossero eseguite richieste di lettura del boot sector. In caso affermativo, forniva al software chiamante (ad esempio il DEBUG, un editor esadecimale usato per scrivere programmi in linguaggio macchina) il boot sector "pulito" leggendolo direttamente dai settori in cui lo aveva spostato.

## Motivazioni del virus
Le motivazioni alla base della scrittura del virus non sono ancora del tutto chiare. Alcune ipotesi di allora suggerirono che il Brain fosse in realtà un sistema di protezione anticopia di qualche software scritto dai fratelli Farooq Alvi, altri ancora pensano che fosse stato scritto per "punire" gli Americani per la loro "immorale" abitudine di copiare il software, come riporta anche una intervista a Amjad Farooq Alvi pubblicata al TIME.
In realtà pare più plausibile, vista anche la relativa innocuità del virus, che il Brain sia stato un esperimento per sondare la diffusione del software piratato in Pakistan e che sia poi sfuggito al controllo dei loro creatori spargendosi anche all'estero.
I due creatori del virus hanno successivamente dato vita ad un Internet Service Provider dal nome Brain NET.